# Hedychium bousigonianum
Hedychium bousigonianum är en enhjärtbladig växtart som beskrevs av Jean Baptiste Louis Pierre och François Gagnepain. Hedychium bousigonianum ingår i släktet Hedychium och familjen Zingiberaceae. Inga underarter finns listade i Catalogue of Life.